# トイ・フォックス・テリア
トイ・フォックス・テリア（英：Toy Fox Terrier）は、アメリカ合衆国原産のテリア犬種の1つである。愛玩犬種の一種でもある。
別名はアメリカン・トイ・テリア（英：American Toy Terrier）だが、アメリカン・ラット・テリアのトイ階級のサイズの犬（アメリカン・トイ・ラット・テリア）もその名で呼ばれるため、混同の恐れがある。

## 歴史
1900年代に作出された犬種で、サイズが小さく軽く、飼育のしやすい愛玩犬兼ネズミ駆除犬を目指して作出された。作業兼として人気のあったスムース・フォックス・テリアから特に小柄な個体が選択され、それとトイ・マンチェスター・テリア、チワワ、イタリアン・グレーハウンドなどを掛け合わせることで作出された。
主に愛玩犬として飼育されるが、農場などでネズミを駆除するのにも用いられている。
1936年にユナイテッドケネルクラブに公認犬種として登録され、1949年にオハイオ州に正式な犬種クラブが設立された。現在アメリカでは安定した人気があり、愛好家も少なくない。しかし、アメリカとイギリス以外ではほとんど飼育されておらず、未だ国際的な畜犬団体であるFCIには公認登録されていない。

## 特徴
華奢な体つきの小さなフォックス・テリアで、脚が細長い。頭部の形はトイ・マンチェスター・テリアに近く、マズルはやや長めで先が丸い。首は長めで、均等が取れた体を持つ。耳は立ち耳、尾は飾り毛のない垂れ尾だが、半分くらいの長さに断尾される。コートはさらりとしたスムースコートで、毛色はホワイトをベースとしてブラックやタンの斑やマーキングが入ったもの。
平均寿命15歳、体高25cm前後、体重2〜3kgの小型犬で、性格は活発で明るく知的、友好的だが、テリア犬種特有の「テリア・キャラクター」という気性も持ち合わせていて、頑固で気が強い一面もある。テリア犬種の愛好家には飼い方や飼育の難易度は著名犬種で言うとジャック・ラッセル・テリアに近いと喩えられる。この喩えは体の大きさに似合わず体力が非常に多く、テリア・キャラクターが濃いことを表している。初心者の飼育はやや難しいが、犬自身が好むことはどこまでも追及して学習する性質があるため、遊びを交えながらの躾によって様々なことを覚えられるとされている。罹りやすい病気は関節疾患や風邪、骨折などで、コートが短いだけでなく体が小さいので非常に寒さに弱い。